# Asura (zenei projekt)
Az Asura főként trance stílusban alkotó francia együttes. 1996-ban alapították, az évek során több zenész megfordult benne. Nevük a hindu aszurákra utal. 2005 óta Charles Farewell egyedül vezeti a projektet.

## Története
1996-ban alapította Vincent Villuis és Charles Farewell, akik 1994-ben, a lyoni egyetemen töltött diákéveik alatt ismerkedtek meg egymással. 1998-ban Christopher Maze is csatlakozott a projekthez. Kezdetben goa zenét játszottak. 1999-ben elkészítették első nagylemezüket, de egyetlen lemezkiadó sem vállalta fel, ezért Villuis úgy döntött, hogy saját kiadót alapít. A trance stílusú Code Eternity végül 2000-ben jelent meg Villuis Ultimae Records kiadójánál.
2001-ben Villuis elhagyta a csapatot, hogy Aes Dana psybient projektjére összpontosítson; helyébe Alex Ackerman érkezett. 2005-ben Ackerman is, Maze is kivált az Asurából, így Farewell egyedül vitte tovább azt.
Stílusukat psytranceként és ambient tranceként jellemzik; egyesek a trance, ambient, és világzene fúziójaként írják le. Egy vélemény szerint az Asura teremtette meg a modern psybient hangzást.

## Diszkográfia
- Code Eternity (2000)
- Lost Eden (2003)
- Life² (2007)
- Afterain (EP, 2008)
- 360 (2010)
- Oxygene (2011)
- Radio Universe (2014)
- Atmosphere (2017)